# General Zuazua
General Zuazua är en ort i Mexiko.   Den ligger i kommunen General Zuazua och delstaten Nuevo León, i den centrala delen av landet, 700 km norr om huvudstaden Mexico City. General Zuazua ligger 363 meter över havet och antalet invånare är 5 663.
Terrängen runt General Zuazua är huvudsakligen platt, men åt nordost är den kuperad. Runt General Zuazua är det ganska glesbefolkat, med 34 invånare per kvadratkilometer. Närmaste större samhälle är Ciudad Apodaca, 16,1 km söder om General Zuazua. Trakten runt General Zuazua består i huvudsak av gräsmarker.